# Oreș, Veliko Tărnovo
Oreș (în bulgară Ореш) este un sat în comuna Sviștov, regiunea Veliko Tărnovo,  Bulgaria. 

## Demografie
Componența etnică a satului Oreș
     Bulgari (95,27%)
     Nicio identificare (4,43%)
     Altele (0,29%)
La recensământul din 2011, populația satului Oreș era de 1.693 locuitori. Din punct de vedere etnic, majoritatea locuitorilor (95,27%) erau bulgari. Pentru 4,43% din locuitori nu este cunoscută apartenența etnică.